# Primorská univerzita
Primorská univerzita (slovinsky: Univerza na Primorskem, italsky: Università del Litorale) je veřejná univerzita ve Slovinsku. Nachází se v Koperu, Izole a Portoroži a je pojmenována pro regionu Slovinské přímoří (slovinské Primorsko), kde se nachází.

## Dějiny
Úplně první snahy o založení slovinské univerzity v Přímoří byly učiněny téměř před sto lety. První konkrétní kroky k založení nové slovinské univerzity však byly podniknuty po osamostatnění země. 
Dne 29. ledna 2003 schválil slovinský parlament Chartu Primorské univerzity. O dva měsíce později, 17. března 2003, byla Primorská univerzita zapsána do rejstříku právnických subjektů vedeného Okresním soudem v Koperu. Nově založená univerzita se skládala ze tří fakult, dvou vysokých škol a dvou výzkumných ústavů.

## Rektoři
- Lucija Čoková (2003–2007)
- Rado Bohinc (2007–2011)
- Dragan Marušič (2011– 2019)
- Klavdija Kutnarová (2019–dosud)

## Organizace
Univerzita je rozdělena do šesti fakult a jedné vysoké školy:
- Pedagogická fakulta, Koper
- Fakulta humanitních studií, Koper
- Fakulta managementu, Koper
- Fakulta matematiky, přírodních věd a informačních technologií, Koper
- Fakulta studií cestovního ruchu, Portorož
- Fakulta zdravotnictví, Izola
- Vysoká škola designu, Lublaň

Součástí Primorské univerzity je také Institut Andreje Marušiče.

## Další univerzity ve Slovinsku
- Univerzita v Lublani
- Univerzita v Mariboru
- Univerzita v Nove Gorici